# Fernando César de Matos
Fernando César de Matos (José Bonifácio, 16 de outubro de 1961), mais conhecido simplesmente como Fernando, é um ex-futebolista brasileiro, que atuava como zagueiro.

## Carreira

### Futebolista
Fernando foi revelado nos juvenis e encerrou sua carreira profissional na Portuguesa Santista, onde foi profissionalizado no ano de 1980.
Quatro anos depois, Fernando foi defender o Santos, onde, como reserva, fez parte do elenco santista campeão paulista de 1984.
Ganhou maior destaque vestindo as camisas de times cariocas. No Vasco da Gama, onde chegou no final de 1985 e foi titular do time em 1987 e 1988, conquistou o bicampeonatos Carioca (1987 e 1988) e do Troféu Ramón de Carranza e a Copa Ouro de Los Angeles.
Deixou o clube para atuar em Portugal, o Louletano, em 1989, e, na volta ao Brasil, desembarcou no Flamengo, onde marcou o gol do título da Copa do Brasil de 1990. Pelo clube, atuou em 115 partidas com 58 vitórias, 27 empates, 30 derrotas e 11 gols marcados.
Atuando como zagueiro, teve passagens ainda por grandes clubes como Atlético Mineiro, Guarani e Portuguesa.

### Fora dos campos
Depois que encerrou a carreira, em 1996, seguiu no futebol, como técnico e depois gestor. Pela Portuguesa Santista, comandou as categorias de base e em 2006, assumiu o time principal da Briosa após Edu Marangon deixar o clube. Também foi gerente de futebol entre 2006 e 2008.

## Títulos
Santos
- Troféu Cidade de Pamplona (Espanha): 1983
- Torneio Início Paulista: 1984
- Campeonato Paulista: 1984

Vasco da Gama
- Taça Cidade de Juíz de Fora: 1986 e 1987
- Copa Ouro (EUA): 1987
- Copa TAP: 1987
- Campeonato Carioca: 1987 e 1988[9]
- Taça Guanabara: 1986 e 1987
- Taça Rio: 1988
- Troféu Ramón de Carranza: 1987 e 1988
- Taça Jerônimo Bastos: 1988
- Torneio de Metz (França): 1989

Seleção Carioca
- Campeonato Brasileiro de Seleções Estaduais: 1987

Flamengo
- Copa do Brasil: 1990
- Copa Marlboro: 1990
- Torneio Quadrangular de Varginha: 1990
- Copa Sharp: 1990
- Taça Associação dos Cronistas Esportivos de Sergipe: 1990

Portuguesa Santista
- 1° Turno do Campeonato Paulista Série A2: 1996